# قلعه پراچان
قدمت تاریخ قلعه پراچان مربوط به دوره سلجوقیان، ۱۰۰۰ سال پیش است.
در وسط قلل اطراف روستای پراچان، بقایای این قلعه مشاهده می‌شود. حداکثر سطح قلعه، دایره‌های به قطر ۱۵ متر است. در سطح قلعه، گودال‌هایی مشاهده می‌شود که برخی از آنها، احتمالا بقایای معماری و برخی نیز حاصل حفاریهای غیر مجاز قاچاقچیان است. به احتمال زیاد این قلعه مقر فرماندهی در مواقع بسیار حاد و دشوار بوده‌است. موقعیت این قلعه به گونه‌ای است که بر تمامی ارتفاعات منطقه اشراف دارد و با قلعه‌نشینان دیگر مانند دختر-ارژنگ-قلعه منصور-قلعه کیقباد و دیگر دژهای منطقه طالقان ارتباط داشته‌است. فتح این قلعه و دسترسی به آن نیازمند زمان طولانی بوده که در مواقع جنگ به سختی عاید مهاجمان شده‌است. با توجه به سفالها و عدم تنوع در آنها به نظر می‌رسد زمان طولانی از قلعه استفاده نمیشده و تنها در یکی دو برهه از تاریخ و عمدتا در دوره اسماعیلیه و سلجوقیان فعال بوده‌است و قدمت آن به دوره‌های یاد شده بر می‌گردد.